# Souzay-Champigny
Souzay-Champigny és un municipi francès situat al departament de Maine i Loira i a la regió de País del Loira. L'any 2007 tenia 713 habitants.

## Demografia

### Població
El 2007 la població de fet de Souzay-Champigny era de 713 persones. Hi havia 278 famílies de les quals 64 eren unipersonals (16 homes vivint sols i 48 dones vivint soles), 97 parelles sense fills, 113 parelles amb fills i 4 famílies monoparentals amb fills.
La població ha evolucionat segons el següent gràfic:
Habitants censats

### Habitatges
El 2007 hi havia 331 habitatges, 281 eren l'habitatge principal de la família, 30 eren segones residències i 19 estaven desocupats. 308 eren cases i 22 eren apartaments. Dels 281 habitatges principals, 225 estaven ocupats pels seus propietaris, 52 estaven llogats i ocupats pels llogaters i 4 estaven cedits a títol gratuït; 3 tenien una cambra, 10 en tenien dues, 35 en tenien tres, 66 en tenien quatre i 167 en tenien cinc o més. 211 habitatges disposaven pel capbaix d'una plaça de pàrquing. A 126 habitatges hi havia un automòbil i a 136 n'hi havia dos o més.

### Piràmide de població
La piràmide de població per edats i sexe el 2009 era:
| Homes | Edats   | Dones |
| ----- | ------- | ----- |
| 0     | 95 o +  | 0     |
| 0     | 90 a 94 | 0     |
| 0     | 85 a 89 | 4     |
| 8     | 80 a 84 | 4     |
| 4     | 75 a 79 | 4     |
| 12    | 70 a 74 | 20    |
| 24    | 65 a 69 | 24    |
| 20    | 60 a 64 | 28    |
| 24    | 55 a 59 | 16    |
| 32    | 50 a 54 | 24    |
| 24    | 45 a 49 | 32    |
| 28    | 40 a 44 | 20    |
| 12    | 35 a 39 | 20    |
| 24    | 30 a 34 | 24    |
| 32    | 25 a 29 | 12    |
| 12    | 20 a 24 | 20    |
| 20    | 15 a 19 | 20    |
| 36    | 10 a 14 | 12    |
| 36    | 5 a 9   | 20    |
| 12    | 0 a 4   | 20    |

## Economia
El 2007 la població en edat de treballar era de 453 persones, 345 eren actives i 108 eren inactives. De les 345 persones actives 313 estaven ocupades (173 homes i 140 dones) i 32 estaven aturades (11 homes i 21 dones). De les 108 persones inactives 43 estaven jubilades, 32 estaven estudiant i 33 estaven classificades com a «altres inactius».

### Ingressos
El 2009 a Souzay-Champigny hi havia 287 unitats fiscals que integraven 760,5 persones, la mediana anual d'ingressos fiscals per persona era de 18.115 €.

### Activitats econòmiques
Dels 18 establiments que hi havia el 2007, 1 era d'una empresa extractiva, 9 d'empreses de construcció, 2 d'empreses de comerç i reparació d'automòbils, 1 d'una empresa de transport, 1 d'una empresa d'hostatgeria i restauració, 1 d'una empresa immobiliària i 3 d'empreses de serveis.
Dels 6 establiments de servei als particulars que hi havia el 2009, 3 eren paletes, 1 guixaire pintor, 1 fusteria i 1 lampisteria.
L'any 2000 a Souzay-Champigny hi havia 16 explotacions agrícoles.

## Equipaments sanitaris i escolars
El 2009 hi havia una escola elemental integrada dins d'un grup escolar amb les comunes properes formant una escola dispersa.

## Poblacions més properes
El següent diagrama mostra les poblacions més properes.